# Adlai E. Stevenson
Adlai Ewing Stevenson (23. října 1835, Christian County, Kentucky – 14. června 1914, Chicago, Illinois) byl americký státník, demokratický politik a právník, 23. viceprezident USA v letech 1893–1897.
Byl dvakrát zvolen do Sněmovny reprezentantů USA za demokraty za Illinois, kde zasedal v letech 1875–1877 a 1879–1881. V období 1885–1889 byl náměstkem ministra pošt. Propustil přes 40 000 republikánských zaměstnanců a nahradil je demokraty. To mu nebylo zapomenuto a republikány ovládaný Kongres zamítl jeho nominaci na federálního soudce. Při prezidentské kampani Grovera Clevelanda kandidoval spolu s ním jako viceprezident a od 4. března 1893 do 4. března 1897 tento úřad zastával.